# NGC 6414
NGC 6414 (другие обозначения — UGC 10906, MCG 12-16-41, ZWG 340.5, ZWG 339.47, NPM1G +74.0144, PGC 60416) — галактика в созвездии Дракон.
Этот объект входит в число перечисленных в оригинальной редакции «Нового общего каталога».